# Ctenus levipes
Ctenus levipes este o specie de păianjeni din genul Ctenus, familia Ctenidae, descrisă de Theo Albert Arts în anul 1912.
Este endemică în Tanzania. Conform Catalogue of Life specia Ctenus levipes nu are subspecii cunoscute.